# Ziridava leptomita
Ziridava leptomita là một loài bướm đêm trong họ Geometridae.